# Sumur Gedang
Sumur Gedang is een bestuurslaag in het regentschap Sungai Penuh van de provincie Jambi, Indonesië. Sumur Gedang telt 693 inwoners (volkstelling 2010).